# (852) Wladilena
(852) Wladilena ist ein Asteroid des Hauptgürtels, der am 2. April 1916 vom russischen Astronomen Sergej Ivanovich Beljavski am Krim-Observatorium in Simejis entdeckt wurde.
Der Asteroid ist nach dem russischen Staatsführer Lenin benannt.